# Ángel Pineda
Ángel Omar Pineda Antúnez (San Pedro Sula, Cortes, Honduras; 22 de octubre de 1990) es un futbolista de nacionalidad hondureña. Angel Omar Pineda Antúnez debutó como futbolista en el año 2008 con el club deportivo Marathon , club con el que jugó hasta el 2010 , el juega como delantero, luego fue cedido a préstamo al Deportes Savio y con este club ha conseguido 45 goles y llegar a 2 liguillas una en cuartos de final y la otra en semifinales. 

## Trayectoria
Angel Omar Pineda Antúnez debutó como futbolista en el año 2008 con el club deportivo Marathon , club con el que jugó hasta el 2010 , el juega como delantero, luego fue cedido a préstamo al Deportes Savio y con este club ha conseguido 45 goles y  llegar a 2 liguillas una en cuartos de final y la otra en semifinales. 

## Clubes
| Club                    | País     | Año             |
| ----------------------- | -------- | --------------- |
| Deportes Savio          | Honduras | 2011-Actualidad |
| Club deportivo Marathon | Honduras | 2008-2010       |